# Kjell Sundvall
Kjell Gösta Sundvall, född 31 mars 1953 i Edefors församling i Norrbottens län, är en svensk regissör.
Kjell Sundvall är uppvuxen i Älvsbyn i Norrbottens län, där fadern var tandläkare. På 1960-talet flyttade familjen till Luleå. Sundvall var i unga år verksam på skivbolaget Manifest i Luleå och medverkade 1974 i konstituerandet av Nordiska Ickekommersiella Fonogramproducenters Förening. Han har bland annat regisserat en serie filmer om polismannen Martin Beck (spelad av Peter Haber). Senaste filmerna i den serien, Beck – Gamen och Beck – Advokaten, hade premiär vintern 2006/07. Han tilldelades en Guldbagge för bästa regi 1996 för filmen Jägarna och har regisserat flera uppmärksammade SVT-produktioner, bland annat Lorry, Snoken samt ett flertal avsnitt av långköraren Rederiet. Han är sedan 2006 filosofie hedersdoktor vid Luleå tekniska universitet samt ledamot av Luleå tekniska universitets styrelse. Kjell Sundvall var sommarpratare i Sveriges radio 1989 och 1998.
Åren 1988–1992 var han gift med tv-producenten Madeleine Stenberg.

## Filmografi

### Regissör
Filmer
- 1977 – Bussen
- 1978 – Restauranten
- 1980 – Vi hade i alla fall tur med vädret
- 1980 – Jackpot
- 1982 – Oldsmobile
- 1982 – Dom unga örnarna
- 1983 – Lyckans ost
- 1985 – Examen
- 1985 – Hålet
- 1985 – A för Agnetha
- 1986 – I lagens namn
- 1996 – Jägarna
- 1997 – Dog han?
- 1997 – Beck – Pensionat Pärlan
- 1998 – Sista kontraktet
- 1998 – Beck – Vita nätter
- 1998 – Beck – Öga för öga
- 1999 – Tomten är far till alla barnen
- 2000 – Hur som helst är han jävligt död
- 2001 – Beck – Enslingen
- 2001 – Beck – Hämndens pris
- 2002 – Grabben i graven bredvid
- 2002 – Beck – Kartellen
- 2004 – Hotet
- 2005 – Vinnare och förlorare
- 2006 – Beck – Advokaten
- 2007 – Beck – I Guds namn
- 2007 – Beck – Gamen
- 2007 – Beck – Den japanska shungamålningen
- 2008 – Ulvenatten
- 2010 – Bröderna Karlsson
- 2011 – Jägarna 2
- 2015 – I nöd eller lust
- 2015 – Prästen i paradiset
- Obestämt – Paganinikontraktet

TV-serier
- 1989 – Husbonden – piraten på Sandön (TV-serie)
- 1989 – Lorry (TV-serie)
- 1993 – Rosenbaum (TV-serie)
- 1994 – Rederiet (TV-serie) (även 1995, 1997 och 2001)
- 1995 – Snoken (TV-serie) (även 1997)
- 1998 – C/o Segemyhr (TV-serie) (även 2003)
- 2001 – En ängels tålamod (TV-serie)
- 2003 – Paragraf 9 (TV-serie)
- 2005 – Medicinmannen (TV-serie)
- 2008 – Livet i Fagervik (TV-serie)
- 2011 – Gustafsson 3 tr (TV-serie)

### Manus
- 1977 – Bussen
- 1978 – Restauranten
- 1980 – Vi hade i alla fall tur med vädret
- 1980 – Jackpot
- 1982 – Oldsmobile
- 1982 – Dom unga örnarna
- 1983 – Lyckans ost
- 1985 – Examen
- 1985 – Hålet
- 1986 – I lagens namn
- 1989 – Husbonden - piraten på Sandön (TV-serie)
- 1993 – Rosenbaum (TV-serie)
- 1996 – Jägarna
- 1998 – Sista kontraktet
- 2004 – Hotet

### Roller
- 2007 – Underbar och älskad av alla

### Producent
- 2010 – Bröderna Karlsson (medproducent)

## Teater

### Regi (ej komplett)
| År   | Produktion  | Upphovsmän  | Teater           |
| ---- | ----------- | ----------- | ---------------- |
| 1990 | Lorry, revy | Peter Dalle | Restaurang Tyrol |

### Fotnoter
1. ↑  ”Kjell Sundvall”. Svensk Filmdatabas. http://sfi.se/sv/svensk-filmdatabas/Item/?type=PERSON&itemid=162741&iv=BIOGRAPHY. Läst 9 juli 2012.
2. ↑  SOM – 30 år Arkiverad 2 oktober 2013 hämtat från the Wayback Machine., sid. 2
3. ↑  Dagens Nyheter tisdagen den 24 maj 1988.
4. ↑  Lars Linder (28 oktober 1990). ”Lorry som hemma på krogen”. Dagens Nyheter:  s. 26. https://arkivet.dn.se/tidning/1990-10-28/293/26. Läst 18 februari 2018.